# Megacyllene rotundicollis
Megacyllene rotundicollis là một loài bọ cánh cứng trong họ Cerambycidae.